# Masaniello, o La muda de Portici
Masaniello, o La muda de Portici (título original en francés, Masaniello, ou La Muette de Portici) es una ópera en cinco actos del compositor francés Daniel-François Auber, a partir de un libreto de Germain Delavigne, revisado por Eugène Scribe, que se convertiría en el colaborador habitual de Auber. La obra tiene un importante lugar en la historia de la música, ya que generalmente se considera que es la primera grand opéra francesa.

## Historia de las representaciones
La ópera se representó por vez primera en la Salle Le Peletier de la Ópera de París el 29 de febrero de 1828. El papel de Masaniello lo interpretó el famoso tenor Adolphe Nourrit y la Princesa Elvira fue cantada por Laure Cinti-Damoreau. La bailarina Lise Noblet interpretó el papel titular de la muda, un personaje que fue asumido por otras bailarinas como Marie Taglioni y Fanny Elssler, también la actriz Harriet Smithson (la futura esposa de Hector Berlioz). El director del esttreno fue François Antoine Habeneck.
La muda de Portici fue innovadora en varios sentidos. Primero, marcó la introducción del mimo y el gesto en la ópera como parte íntegras de una trama operística (aunque estos formatos eran conocidos de la audiencia parisina por el ballet y el melodrama). Su ambientación histórica, las implicaciones políticas liberales, el uso de melodías populares, el manejo de gran orquesta y coros y espectaculares efectos escénicos hicieron que esta obra destacase de forma inmediata respecto a tipos precedentes de ópera, ganándose más adelante el título de la primera del género de la grand opéra. El periódico Pandore comentó, después del estreno: 
"Durante mucho tiempo, críticos ilustrados han pensado que junto a la antigua tragédie lyrique era posible un drama más realista y natural que pueda adecuarse a la dignidad de este teatro."
El nuevo género se vio consolidado por la obra de Rossini, Guillaume Tell (1829) y la de Meyerbeer, Robert le diable (1831).
La muda de Portici fue repuesta en París inmediatamente después de la Revolución de julio francesa de 1830. Más tarde, en una representación de esta ópera en el Teatro de la Moneda, Bruselas el 25 de agosto de 1830, estalló una revuelta que se convirtió en la señal de partida de la Revolución Belga, que llevó a la independencia de Bélgica. Richard Wagner observó, en sus Recuerdos de Auber (1871), que la ópera: 
 "Cuya representación en sí provocó [revoluciones], fue reconocida como una obvia precursora de la revolución de julio, y raramente un producto artístico ha estado tan estrechamente relacionado con un acontecimiento mundial."
Esta ópera rara vez se representa en la actualidad; en las estadísticas de Operabase aparece con sólo 1 representación para el período 2005-2010.

## Personajes
| Personaje                           | Tesitura  | Elenco del estreno, 29 de febrero de 1828 (Director: François Antoine Habeneck) |
| ----------------------------------- | --------- | ------------------------------------------------------------------------------- |
| Alfonso, hijo del virrey de Nápoles | tenor     | Alexis Dupont                                                                   |
| Elvira, su prometida                | soprano   | Laure Cinti-Damoreau                                                            |
| Masaniello, un pescador             | tenor     | Adolphe Nourrit                                                                 |
| Fenella, su hermana                 | bailarina | Lise Noblet                                                                     |
| Pietro, amigo de Masaniello         | bajo      | Henri-Bernard Dabadie                                                           |
| Borella, amigo de Masaniello        | bajo      | Ferdinand Prévôt                                                                |
| Moreno, amigo de Masaniello         | bajo      | Beltrame Pouilley                                                               |
| Lorenzo, confidente de Alfonso      | tenor     | Jean-Étienne-Auguste Massol                                                     |
| Selva, oficial                      | bajo      | Ferdinand Prévôt                                                                |
| Dama de Elvira                      | soprano   | Larotte                                                                         |

## Argumento
La ópera se basa vagamente en el alzamiento histórico de Masaniello contra el gobierno español en Nápoles en 1647. 

### Acto I
Se inicia con la boda de Alfonso, hijo del virrey de Nápoles, con la princesa española Elvira. Alfonso, que ha seducido y abandonado a Fenella, la hermana muda del pescador napolitano Masaniello, está atormentado por dudas y remordimientos, temiendo que ella se haya suicidado. Durante la fiesta Fenella busca protección frente al virrey, que la ha mantenido encarcelada durante un mes. Escapa de la prisión y narra la historia de su seducción por medio de gestos, mostrando un pañuelo que su amante le regaló. Elvira promete protegerla y va al altar, con Fenella intentando seguirla en vano. En la capilla Fenella reconoce a su seductor en el novio de la princesa. Cuando los recién casados salen de la iglesia, Elvira presenta Fenella a su esposo y descubre a partir de los gestos de la muda que él era su amante infiel. Fenella huye, dejando a Alfonso y Elvira dolidos y desesperados.

### Acto II
Los pescadores, quienes se habían lamentado en silencio de la tiranía, empiezan a reunirse. Pietro, el amigo de Masaniello, ha buscado en vano a Fenella, pero al final ella aparece por decisión propia y confiesa sus errores. Masaniello se enfurece y jura vengarse, pero Fenella, que aún ama a Alfonso, no revela su nombre. Luego Masaniello incita a los pescadores a que tomen las armas y juran la perdición del enemigo de su país.

### Acto III
Empieza en el mercado de Nápoles, donde la gente va y viene, vendiendo y comprando, mientras tanto ocultan su propósito bajo una apariencia de gozo y despreocupación. Selva, el oficial de la guardia del virrey, de quien Fenella ha escapado, la descubre e intenta arrestarla de nuevo, lo que provoca que estalle la rebelión, en la que el pueblo queda victorioso.

### Acto IV
Fenella acude al alojamiento de su hermano y describe los horrores que están aconteciendo en la ciudad. El relato llena su noble corazón de dolor y disgusto. Cuando Fenella se retira a descansar, Pietro entra con sus camaradas e intenta incitar a Masaniello a nuevas hazañas, pero él sólo quiere libertad y se echa atrás ante el asesinato y la crueldad. Le dicen que Alfonso se ha escapado y que están dispuestos a cogerlo y matarlo. Fenella, que los oye, decide salvar a su amante. Entonces Alfonso llama a su puerta y ruega que le dé asilo. Entra con Elvira, y Fenella, aunque al principio está dispuesta a vengarse de su rival, la perdona por el bien de Alfonso. Masaniello, al entrar, asegura a los extraños su protección e incluso cuando Pietro pone de manifiesto que Alfonso es el hijo del virrey, Masaniello se atiene a su promesa sagrada. Pietro y sus camaradas conspiradores le dejan, llenos de odio e ira. Mientras tanto, el magistrado de la ciudad presenta a Masaniello la corona real y lo proclama Rey de Nápoles.

### Acto V
Pietro con los otros pescadores se encuentran ante el palacio del virrey. Confía a Moreno, que ha administrado un veneno a Masaniello, para castigarlo por su traición, y que pronto morirá el Rey por un día. Mientras habla, Borella entra apresuradamente hablando de tropas de refresco que marchan contra el pueblo con Alfonso a la cabeza. Sabiendo que sólo Masaniello puede salvarlos, los pescadores le piden que asuma el mando de nuevo y Masaniello, aunque mortalmente enfermo y delirando, acepta su propuesta. Tiene lugar un combate, mientras el Vesubio entra en erupción. Masaniello cae en el acto de salvar la vida de Elvira. Al oír estas terribles noticias Fenella se lanza a la terraza, desde la cual se tira al abismo que queda debajo, mientras que los nobles fugitivos se apoderan de nuevo de la ciudad.

## Influencia
La muda de Portici tuvo un papel principal a la hora de establecer el género de la grand opéra. Muchos de sus elementos - la estructura en cinco actos, la obligada secuencia de ballet, el uso de espectaculares efectos especiales, el centro en las pasiones románticas con un telón de fondo histórico - se convertirían en rasgos típicos de la forma para el resto del siglo XIX. La grand opéra tendría un papel aún más importante en la carrera posterior del libretista que en la del compositor. Auber compuso otras tres obras del género: Le Dieu et la bayadère (1830), Gustave III (1833) y Le lac des fées (1839). Pero su fama quedaría eclipsada por las grandes óperas para las que Scribe`proporcionaría el libreto: de Meyerbeer, Robert le Diable (1831) y Les Huguenots (1836) y de Halévy, La Juive (1835). A pesar de todo, la obra pionera de Auber llamó la atención del joven Richard Wagner, quien estaba deseando crear una nueva forma de drama musical. Señaló que en La muda de Portici, "las arias y los duetos en sentido estricto difícilmente se detectan ya, y ciertamente, con la excepción de una sola aria de prima-donna en el primer acto, no aparece ninguna que se pueda llamar así; en cada momento era un conjunto de todo el acto lo que llamaba la atención y se lo llevaba a uno...".

## Grabaciones
- La muda de Portici: June Anderson (Elvira), Alfredo Kraus (Masaniello), John Aler (Alfonso), J. Ph. Lafont (Pietro). Ensemble Choral Jean Laforge, Orquesta Filarmónica de Montecarlo, dirigida por Thomas Fulton (EMI, 1987)
- La muette de Portici: Oscar de la Torre (tenor) – Alphonse,  Angelina Ruzzafante (soprano) – Elvire, Angus Wood (tenor) – Lorenzo, Ulf Paulsen (baritone) – Selva, Anne Weinkauf (mezzo) – Eine Holdame, Wiard Witholt (bass) – Pietro, Kostadin Arguirov (baritone) – Borella, Stephan Biener (bass) – Moreno; Opernchor des Anhaltischen Theaters, Anhaltische Philharmonie [de]/Anthony Hermus; recorded 24–26 May 2011, Großes Haus of the Anhaltisches Theater, Dessau, Germany CPO 777 694-2 [65:47 + 69:32]